# Henry Norrström
Karl Henry Norrström (ur. 28 stycznia 1918 w Gävle, zm. 14 maja 1996 tamże) – szwedzki lekkoatleta, długodystansowiec.
Podczas igrzysk olimpijskich w Helsinkach (1952) zajął 29. miejsce w maratonie z czasem 2:38:57,4.

## Rekordy życiowe
- Bieg maratoński – 2:33:01 (1952)